# 源悦
源 悦（みなもと の よろこぶ）は、平安時代前期の公卿。嵯峨源氏、大納言・源弘の子。官位は従三位・参議。

## 経歴
光孝朝の元慶8年（884年）越前介に任官。衛門大尉・右馬助を経て、宇多朝の寛平6年（894年）従五位下に叙爵。翌寛平7年（895年）備前権介に転じると、昌泰2年（899年）出羽守、昌泰4年（901年）越前守と、宇多朝後半から醍醐朝初頭にかけて地方官を歴任した。この間の昌泰元年（898年）治国の功労により従五位上に叙されている。
延喜8年（908年）正月に左少弁兼春宮亮と京官に遷ると、同年8月右中弁、延喜9年（909年）正五位下、延喜10年（910年）左中弁と、醍醐朝中期は弁官を務めながら順調に昇進した。延喜11年（911年）には従四位下・大宰大弐に叙任されるが、赴任しなかったため官位を剥奪される。延喜13年（913年）本位に復すと同時に美濃権守に任ぜられたがまたも赴任しなかった。延喜19年（919年）従四位上・参議に叙任され公卿に列す。
議政官として修理大夫・宮内卿・左大弁を兼ね、この間の延長4年（926年）正四位下、延長6年（928年）従三位に昇叙される。醍醐朝末の延長8年（930年）正月8日薨去。享年は明らかではないが、81・75・67の諸説がある。最終官位は参議従三位行伊予権守。

## 官歴
『公卿補任』による。
- 元慶8年（884年） 5月26日：越前介
- 元慶9年（885年） 正月16日：右衛門大尉。2月：左衛門大尉
- 寛平4年（892年） 5月23日：右馬助
- 寛平6年（894年） 正月14日：従五位下
- 寛平7年（895年） 正月11日：備前権介
- 昌泰元年（898年） 11月21日：従五位上（備前功）
- 昌泰2年（899年） 正月11日：兼播磨介。4月2日：出羽守
- 昌泰4年（901年） 2月19日：越前守
- 延喜8年（908年） 正月12日：左少弁兼春宮亮。8月28日：右中弁
- 延喜9年（909年） 正月7日：正五位下
- 延喜10年（910年） 2月15日：左中弁
- 延喜11年（911年） 正月7日：従四位下。2月15日： 大宰大弐。赴任せずに依りて免官
- 延喜13年（913年） 正月28日：本位に復する。美濃権守[5]。赴任せず。
- 延喜19年（919年） 正月7日：従四位上。正月28日：参議兼修理大夫
- 延喜20年（920年） 正月20日[6]：兼伊勢守。9月22日：兼宮内卿、修理大夫如元
- 延喜21年（921年） 正月30日：兼左大弁近江守、止卿大夫
- 延長2年（924年） 2月1日：止近江守
- 延長3年（925年） 正月30日：兼讃岐守
- 延長4年（926年） 正月7日：正四位下
- 延長6年（928年） 6月9日：従三位、兼伊予権守、去左大弁
- 延長8年（930年） 正月8日：薨去（参議従三位行伊予権守）

## 系譜
- 父：源弘
- 母：阿保親王の娘
- 生母不詳の子女
  - 男子：源沿
  - 男子：源鑑